# Arma Plus
Arma Plus è un programma scientifico clandestino creato da Grant Morrison (testi), Igor Kordey e Chris Bachalo (disegni). Menzionato per la prima sulle pagine di New X-Men n. 128 (agosto 2002) prima di essere completamente mostrato sul n. 143 (agosto 2003), lo scopo del programma consiste nella creazione di super-soldati capaci di combattere qualsiasi futura guerra in particolare quelle umani-mutanti. Durante gli anni il programma Arma X, in origine la decima installazione, proclamò la propria indipendenza per acquisire maggiore libertà nello studio e manipolazione di soggetti mutanti.

## Origini
I pochi individui a conoscenza dell'ascesa dei mutanti negli anni quaranta si unirono in un progetto internazionale, ossia il Progetto Arma Plus, il cui obiettivo rimane la creazione di efficaci contromisure a tale minaccia. Tuttavia, all'insaputa di coloro che ne erano coinvolti il vero artefice della sua creazione fu John Sublime, un batterio senziente capace di infettare qualsiasi organismo tranne i mutanti che vedeva come una minaccia. Via via che la tecnologia evolveva, per assicurarsi l'obbedienza delle armi create il programma metteva in atto misure sempre più sofisticate: dall'amore per la propria patria all'alterazione genetica, dal condizionamento mentale all'impianto di falsi ricordi fino ad arrivare alla creazione di veri e propri ibridi umano-Sentinella sfruttando la tecnologia inventata da Bolivar Trask.

## Installazioni

### Arma I
Progetto: Rinascita nacque come collaborazione fra i governi americano, inglese e tedesco. Inizialmente condotto dai dottori Abraham Erskine e Koch, all'inizio della seconda guerra mondiale Erskine si trasferì in America mentre Koch rimase in Germania ciascuno operando coi rispettivi dati. Anni dopo, Erskine riuscì nell'impresa di produrre il primo super-soldato nella figura di Capitan America ma il suo omicidio pochi minuti dopo la riuscita dell'esperimento fece perdere gli appunti dell'ultimo minuto riguardanti la formula utilizzata che non era riuscito a trascrivere su carta. Vengono listati fra i tentativi di questa installazione anche il fallimento riguardante Protocida, poi posto in animazione sospesa e risvegliato anni dopo dall'A.I.M., e la prima mutante su cui si sperimentò ossia Queen. 
Successivi tentativi di ricreare la formula usata su Steve Rogers risultarono nel potenziamento di Isaiah Bradley, dopo centinaia di fallimenti: numerosi soldati di colore furono sequestrati da Camp Cathcart ma solo cinque sopravvissero. In nome della segretezza il governò insabbiò la storia informando le famiglie che i loro cari erano morti in guerra. 
L'unico altro successo fu rappresentato dalla creazione di Josiah X, figlio biologico di Isaiah Bradley.

### Arma II e IV
Gli esperimenti furono condotti su animali. È stato suggerito da Morrison che i soggetti sono i tre animali-cyborg del fumetto We3, non pubblicato dalla Marvel Comics. Il primo è un cane, Bandit o 1, il secondo un gatto di nome Tinker o 2 e l'ultimo un coniglio denominato Pirate o 3. Dopo essere stati rapiti vengono inseriti all'interno di esoscheletri robotici armati e dotati di impianti che permettono loro una limitata comunicazione.

### Arma III
Mutante dotato di pelle elastica multi-sensoriale, più tardi conosciuto come lo Scuoiato, fu reclutato come spia contro i sovietici per poi essere inviato nel magico Altromondo dal Padre a recuperare la Sfera della negromanzia di Merlyn. Tradito da Fantomex e consegnato ai Capitan Bretagna Corps fu scuoiato vivo ma sopravvisse e insegnò ai propri muscoli a funzionare in maniera simile alla sua pelle, che venne poi utilizzata dallo stesso Fantomex per rendere senzienti i propri proiettili. Ritornato in scena assieme alla Confraternita dei mutanti malvagi guidata da Daken, uccise Fantomex strappandogli il cuore prima di essere ucciso a sua volta da Deadpool. 

### Arma V e VI
Gli esperimenti furono condotti su varie minoranze etniche con risultati sconosciuti.

### Arma VII
Anche conosciuta come Progetto: Homegrown, questa installazione utilizzò prevalentemente soldati stanziati in Vietnam durante la guerra come cavie. Benché molte morirono, successi sono da registrarsi per quanto riguarda Nuke, a cui fu iniettato un siero simile a quello che potenziò Capitan America e installati vari impianti, e Cyber, a cui fu rivestita l'epidermide di adamantio facendo progredire la conoscenza su questo metallo in vista della futura Arma X.
Anche il Regno Unito, con la propria versione di Homegrown chiamata Black Budget, si dilettò nella creazione di un gruppo noto come Super Soldati; inoltre una controllata dello S.H.I.E.L.D. nota come Mercy Corporation sperimentò, creando un proprio gruppo di super-soldati.

### Arma VIII e IX
Gli esperimenti furono condotti su criminali e psicopatici con risultati sconosciuti

### Arma X
Utilizzando esclusivamente mutanti, almeno nelle sue prime fasi, questa installazione è famosa per aver prodotto Wolverine fondendo l'adamantio al suo scheletro. Allontanatasi dall'ombrello di Arma Plus per avere maggiore autonomia nella ricerca e sviluppo, è riuscita a creare Sabretooth prima di essere smantellata ed entrare sotto la giurisdizione del governo canadese come Dipartimento K, cui è da imputare la creazione di Deadpool. Riprendendo le ricerche di Arma X, anni dopo la privata Facility utilizzò materiale genetico di Wolverine per crearne un clone femminile denominato X-23.

### Arma XI
Deadpool

### Arma XII
Creato all'interno del Mondo, base situata in Inghilterra in cui il tempo è artificialmente accelerato, Huntsman o Zona Cluster 6 è stato il primo esemplare a incorporare la tecnologia nanosentinella. Inteso come parte di una squadra di Super-Sentinelle, domiciliate in una stazione spaziale di proprietà di Arma Plus, il cui compito sarebbe stato quello di cacciare i mutanti il vero scopo della squadra non era altro che quello di rendere pubblicamente accettabile lo sterminio dei mutanti progettato da John Sublime. Rilasciata per errore nel Tunnel della Manica, diffuse la propria mente in tutti coloro che toccava prima di essere fermata e distrutta da Fantomex, Jean Grey e Xavier con l'aiuto di Uomo Multiplo. 

### Arma XIII
Creato all'interno del Mondo, Fantomex o Charlie Cluster 7 si ribellò e fuggì. Trovato riparo alla X-Corporation di Parigi, chiese aiuto a Jean Grey e Xavier per fermare Arma XII al Tunnel della Manica. Dopo aver sconfitto l'avversario Jean scoprì una seconda capsula di contenimento dentro la quale presumibilmente viaggiava Fantomex, invalidando così l'intera storia che questi aveva raccontato. Come nel caso di Arma XII, i poteri di Fantomex derivano dall'utilizzo di tecnologia nanosentinella combinati con la sua fisiologia mutante. Creato in laboratorio, fra le sue particolarità si riscontrano tre cervelli, un sistema nervoso esterno contenuto nella sua partner E.V.A., l'abilità di creare illusioni e una maschera in pannelli di ceramica che bloccano la telepatia e da cui non si separa mai. Nel corso degli anni ha numerose volte incrociato la strada degli X-Men fino ad entrare a far parte di X-Force.

### Arma XIV
Create all'interno del Mondo, solo nell'arco narrativo Spettri dal futuro il quintetto conosciuto come Naiadi di Stepford viene ufficialmente riconosciuto come la quattordicesima installazione del Programma. Attraverso una registrazione di Sublime, le tre gemelle sopravvissute scoprono di essere state clonate da migliaia di ovuli sottratti a Emma Frost mentre si trovava in coma con lo scopo di distruggere tutti i mutanti presenti sul pianeta attraverso l'unione telepatica con le loro mille sorelle dormienti ossia altri cloni deformi che si trovano ancora dentro il Mondo. 

### Arma XV
Creato all'interno del Mondo, Ultimaton è stato ideato per guidare la squadra di Super-Sentinelle tramite la forza bruta. Alimentato da energia nucleare e potenziato con tecnologia nanosentinella, sviluppò una coscienza che lo fece dubitare della sua missione permettendo a Wolverine di ucciderlo a bordo della stazione spaziale Arma Plus. Riportato in vita da Fantomex e incaricato di sorvegliare il Mondo ma più nello specifico la camera segreta in cui sta crescendo un clone di Apocalisse, Ultimaton viene nuovamente distrutto quando la Confraternita dei mutanti malvagi di Daken lo riprogramma per esplodere davanti ai membri di X-Force.

### Arma XVI
Auto-generatosi all'interno del Mondo dopo che era stato abbandonato, Allgod è una religione vivente sotto forma di virus capace di fare proselitismo: chiunque venga infettato diventa all'istante un devoto schiavo del Mondo. Sconfitto grazie all'affetto e compassione che Noh-Varr dimostra baciando il cervello del Mondo, ormai divenuto senziente all'interno dell'ambiente in cui il tempo è artificialmente accelerato, l'intero complesso viene quindi rimpicciolito e conservato da Fantomex. 

### Arma Infinity
Conosciuto anche come Progetto: Deathlok consiste nella conversione di semplici umani e poi di supereroi in cyborg. I primi esperimenti furono condotti tramite la rianimazione di cadaveri appartenenti all'esercito per mandarli contro la comunità dei supereroi e convertirli in Deathlok, dalle fattezze e capacità simili a quello originale. Diversi Deathlok appartenenti al progetto e sotto il controllo di Padre si sono scontrati con X-Force nel tentativo di raggiungere la camera segreta in cui cresceva il clone di Apocalisse all'interno del Mondo.

## Il Mondo
È una base segreta localizzata sul territorio inglese appartenente ad Arma Plus. La sua estensione copre diverse centinaia di chilometri e la struttura a forma di cupola è circondata da una recinzione dotata di telecamere di sicurezza e altre contromisure. All'interno lo scorrere del tempo è indotto artificialmente, utilizzando una tecnologia rubata all'A.I.M.; inoltre, è sempre presenta un costante livello di radiazioni gamma così da permettere il verificarsi di mutazioni nella popolazione. Seguendo determinati progetti, il DNA degli abitanti è ormai da tempo fuso con tecnologia nanosentinella creando una nuova razza di cyborg ibridi grazie all'ingegneria genetica e all'eugenetica. Come da regolamento, i più promettenti esemplari di ogni generazione vengono salvati dalla distruzione e sottoposti a diverse forme di selezione naturale per appuntare quale sia la più congeniale. All'interno del Mondo la popolazione ha sviluppato la propria religione, storia e cultura credendo che al di fuori dei suoi confini non ci siano altro che rocce e i nemici mutanti pronti a penetrarne i confini per sterminarli. Dopo la prima invasione della struttura a opera di Ciclope e Wolverine, il Mondo è stato abbandonato dai suoi curatori e lasciato a se stesso ma anche così ha continuato a funzionare evolvendosi al punto da diventare senziente. Dopo la seconda invasione da parte di Wolverine accompagnato da Noh-Varr, il Mondo è stato rimpicciolito da Fantomex che lo ha posto all'interno della base di X-Force nel deserto sotto sorveglianza di Deathlok. Utilizzato quindi da Arcangelo come catalizzatore temporale per far accelerare l'evoluzione della Terra tramite i suoi motori, è stato quasi totalmente distrutto nella battaglia finale.